# Электромагнитная плита
Плиты прямоугольные электромагнитные (магнитные плиты) предназначены для закрепления с помощью магнитного поля заготовок из ферромагнитных материалов при их обработке на плоскошлифовальных станках с охлаждающей жидкостью или без неё.
Климатическое исполнение — УХЛ 4 по ГОСТ15150. Класс точности — П; В; А; по ГОСТ 30273-98.
Питание плиты — от источника постоянного тока напряжения 110 В.
Преимущества использования по сравнению с механическими прижимами:
- При закреплении заготовок механическими прихватами, для полной обработки поверхностей, прихваты приходится перемещать, что негативно сказывается на точности и времени обработки.
- При использовании магнитных плит заготовка доступна с пяти сторон, позволяя производить обработку за один установ. Время на установку заготовки и смену сведено к минимуму. Обработка заготовок различных размеров не требует переналадки.